# Georg Büning
Johann Georg Büning (* 5. Oktober 1797 in Weseke; † 1. März 1886 ebenda) war ein deutscher Landwirt und Abgeordneter.
Büning, der katholischer Konfession war, lebte als Landwirt in Weseke. 1843 bis 1845 und erneut 1865 bis 1868 war er für den Stand der Landgemeinden, den Wahlbezirk West-Münster und die Landkreise Borken und Ahaus Mitglied im Provinziallandtag der Provinz Westfalen. 1847 war er Mitglied im ersten und 1848 im zweiten Vereinigten Landtag.